# Luetkenia asterodermi
Luetkenia asterodermi är en kräftdjursart som beskrevs av Claus 1864. Luetkenia asterodermi ingår i släktet Luetkenia och familjen Cecropidae. Inga underarter finns listade i Catalogue of Life.